# 血脈相承 (日蓮正宗)
日蓮正宗における血脈相承（けちみゃくそうじょう）とは、宗祖日蓮が第2祖日興へ本門戒壇の大御本尊をはじめとする仏法の一切を譲った、とすること。

## 位置付け
日蓮正宗では、第2祖日興は、1282年（弘安5年）の二箇相承に基づき宗祖日蓮から「唯授一人の血脈相承」を受け、以後、大石寺歴代（第3祖日目・第4世日道・第5世日行）に順次伝えて現法主第68世日如に至っている、とする。これによって、日蓮正宗の正統性と、時の法主による本尊に関する一切の専有性が保証される、とする。現創価学会は「唯授一人の血脈相承」を否定し、もしくは認めた上でその断絶や汚れを主張している。

## 根拠
日蓮正宗が採用する血脈相承に関する根拠は、以下の通り。
- 「血脈並びに本尊の大事は日蓮嫡々座主伝法の書、塔中相承の稟承唯授一人の血脈なり。相構へ相構へ、秘すべし伝ふべし」（『本因妙抄』[8][注釈 1]）[9][10]